# Palombia

Bandera de Palombia.

Palombia es un país sudamericano ficticio creado por André Franquin en las páginas del cómic belga Spirou y Fantasio. El nombre se deriva de la adición de Paraguay con Colombia. La moneda oficial es el peso palombiano.

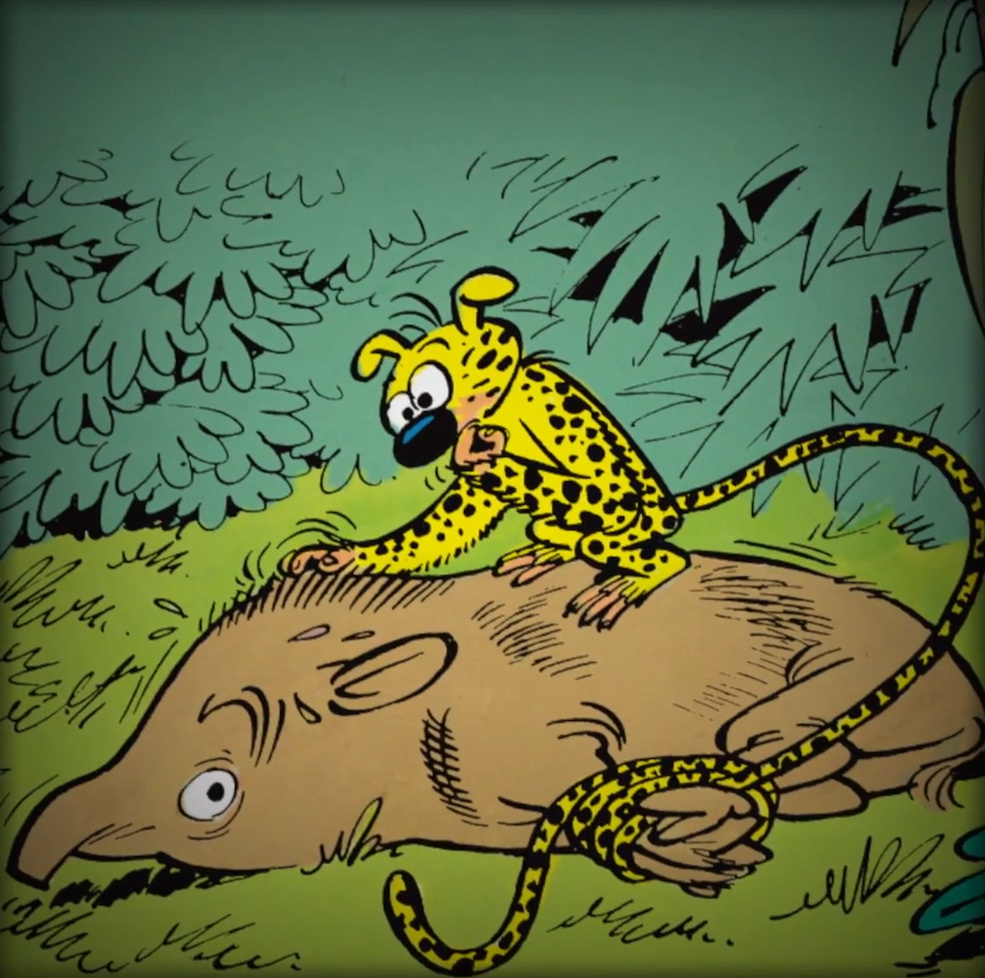
Un marsupilami y un tapir en la selva de Palombia